# Abbaye de Saint-Pons de Gémenos
L’abbaye de Saint-Pons de Gémenos, en latin Sanctius Pontius, est une abbaye cistercienne sise sur la commune de Gémenos près d'Aubagne dans les Bouches-du-Rhône, en Provence.
L'abbaye est fondée par les moines du Thoronet pour héberger une communauté féminine ; celle-ci, spirituellement prospère, fonde à son tour trois abbayes-filles de moniales en Provence.
En 1426, lassées de l'insécurité du site, les religieuses quittent l'abbaye pour rejoindre la communauté de Marseille, moins exposée. Le lieu conserve une fonction monastique jusqu'à la Révolution, puis il est vendu comme bien national et sert à des usages industriels.
Le domaine, restauré au XXe siècle, est désormais un parc départemental, propriété du Conseil départemental.

## Historique
C'est au pied du massif de la Sainte-Baume que fut fondée l'abbaye de moniales cisterciennes en 1205, par l'évêque de Marseille, Rainier, et le chapitre de la ville, sur des terres appartenant à l'abbaye de Saint-Victor de Marseille, sous la juridiction de laquelle elle restera placée. Hélie de Tholon est connu comme étant témoin de cette fondation. Elle l'est sous le vocable de saint Pons dont le culte se diffusa dans toute la Provence et le Languedoc. Elle prit le titre d'abbaye en 1223 et intégra l'Ordre de Cîteaux. Elle est ainsi la quatrième des « Sœurs provençales » de l'Ordre, avec Silvacane, Sénanque et le Thoronet, devenant la fille de cette dernière, dont l'abbé assure la direction spirituelle.
Grâce au travail important des religieuses et à l'énergie hydraulique du site, le lieu devient un centre de production agricole et industriel important pour l'économie de la région. C'est aussi le début des travaux d'asséchement des marais de Gémenos par Charles de Castillon, qui fait réaliser des travaux d'aménagement agricole (moulins). Dans le cadre de l'expansion du monachisme féminin en Provence en ce début de XIIIe siècle, elle essaime par trois fois. Nous possédons l'extrait du jugement des commissaires apostoliques par lequel les biens de l'église des moines de Saint-Gervais de Fos sont donnés à l'abbesse de Saint-Pons pour faire dans l'église de Saint-Pierre de l'Almanare, au diocèse de Toulon, un monastère de religieuses de l'ordre de Cîteaux, lequel sera soumis à celui de Saint-Pons du diocèse de Marseille.
Une convention entre l'abbesse de Saint-Pons et le prieur du monastère de Saint-Zacharie est passée concernant une exploitation agricole.
En 1407, les abbayes de l'Almanarre et de Saint-Pons fusionnent.
L'abbaye est abandonnée par les moniales en 1426, à cause du brigandage, des épidémies et des querelles politiques. Les sœurs rejoignent l'abbaye du Mont-Sion à Marseille.
Au XVIe siècle, la famille d’Albertas acquiert progressivement le vallon de Saint-Pons, et qui développera la papeterie pour en faire l'une des plus grandes de la région. 
Après la Révolution, elle subit diverses transformations.
Le XIXe siècle de riches propriétaires se succèdent comme les frères Richard.
Au XXe siècle, les Laugier Montgolfier.
Aujourd'hui elle apparaît entièrement rénovée.

## Architecture
Dans la plus pure tradition romane cistercienne, elle conserve dans certaines de ses parties une influence gothique.

## Filiation et dépendances
L'abbaye de Gémenos est fille de celle du Thoronet. Elle possède l'église paroissiale de Saint-Martin de Géménos dès sa fondation et est à l'origine de trois abbayes-filles :
- l'abbaye Saint-Pierre de l'Almanarre à Hyères entre 1219 et 1223, sur l'Olbia grecque, au lieu et place d'une maison bénédictine au diocèse de Toulon. Le pape Innocent IV en fit une description dans une bulle de 1250. Cette maison abrite à cette date 32 religieuses.
- l'abbaye Royale Notre-Dame de Sion de Marseille, en 1221-1245, par Nicole de Roquefort au faubourg Saint-Michel (quartier de la Plaine)[4]. Démolie en 1361, elle fut reconstruite et abandonnée pour l'ancien hôpital des Convalescents qui sera la dernière demeure des dames de l'abbaye du Mont-Sion[9].
- Abbaye Notre-Dame de Mollégès en 1213-1235, par des moniales venues de Saint Pons de Gémenos. Dite aussi sous le vocable de saint Pierre, à l'est de Saint-Rémy[10].

## Liste des abbesses
(liste non exhaustive)
- 1205 - Garsande ou (Gersande), première abbesse, noble femme [11]
- 1264 - Marie Adhémar de Monteil, abbesse, noble femme
- 1412 - Savie de Glandève, abbesse, noble femme

## Statut actuel
Propriété du conseil départemental des Bouches-du-Rhône, elle accueille régulièrement des concerts de musique sacrée de tous les pays et des expositions. Les lieux sont surveillés par des gardes à cheval. Des visites guidées ont lieu les samedi et dimanche de 11 h à 18 h en compagnie d'un archéologue et d'un historien spécialistes des lieux. Elle fut inscrite aux monuments historiques par arrêté du 2 novembre 1926

## Galerie

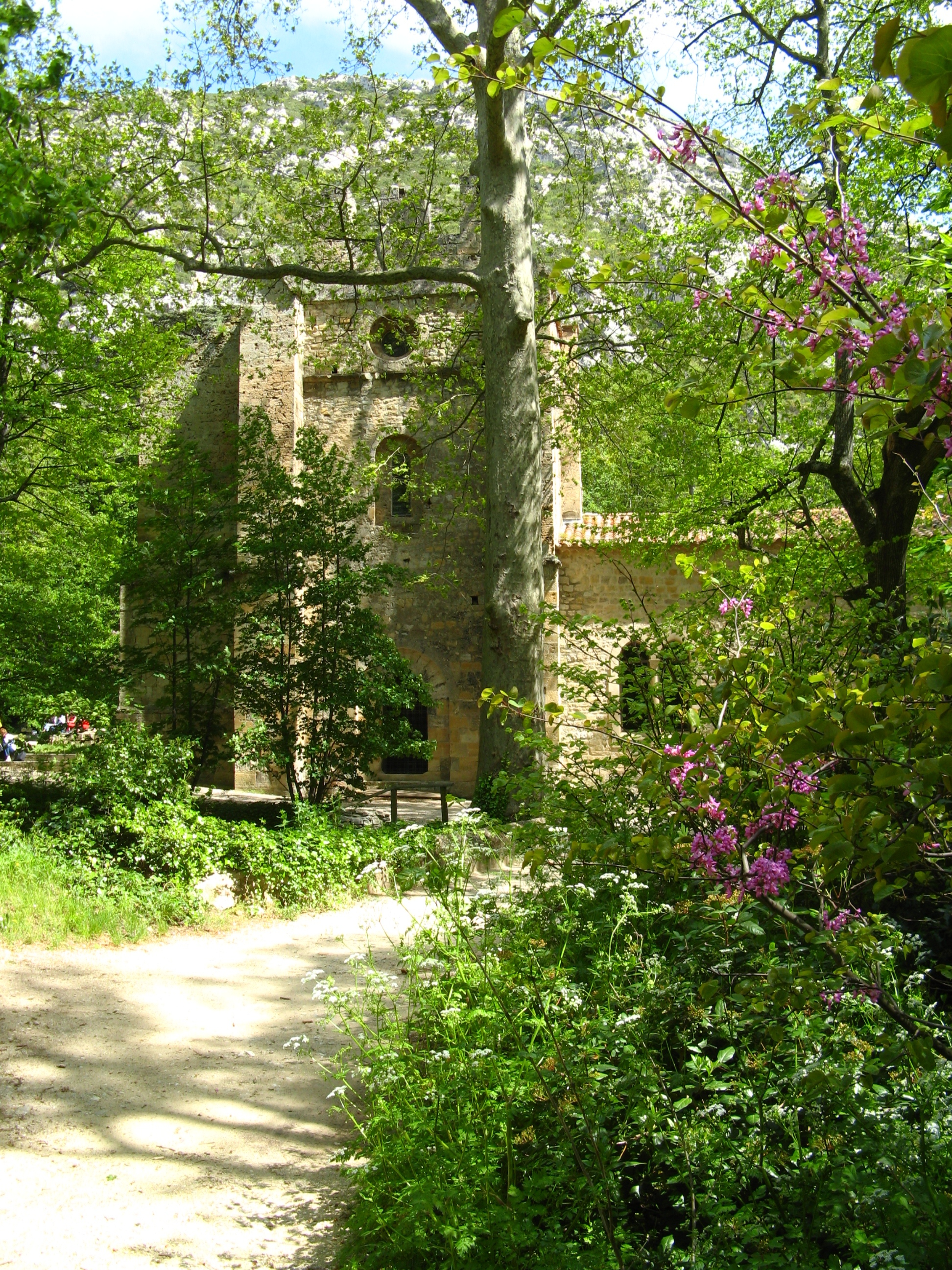
L'abbaye de Saint-Pons.
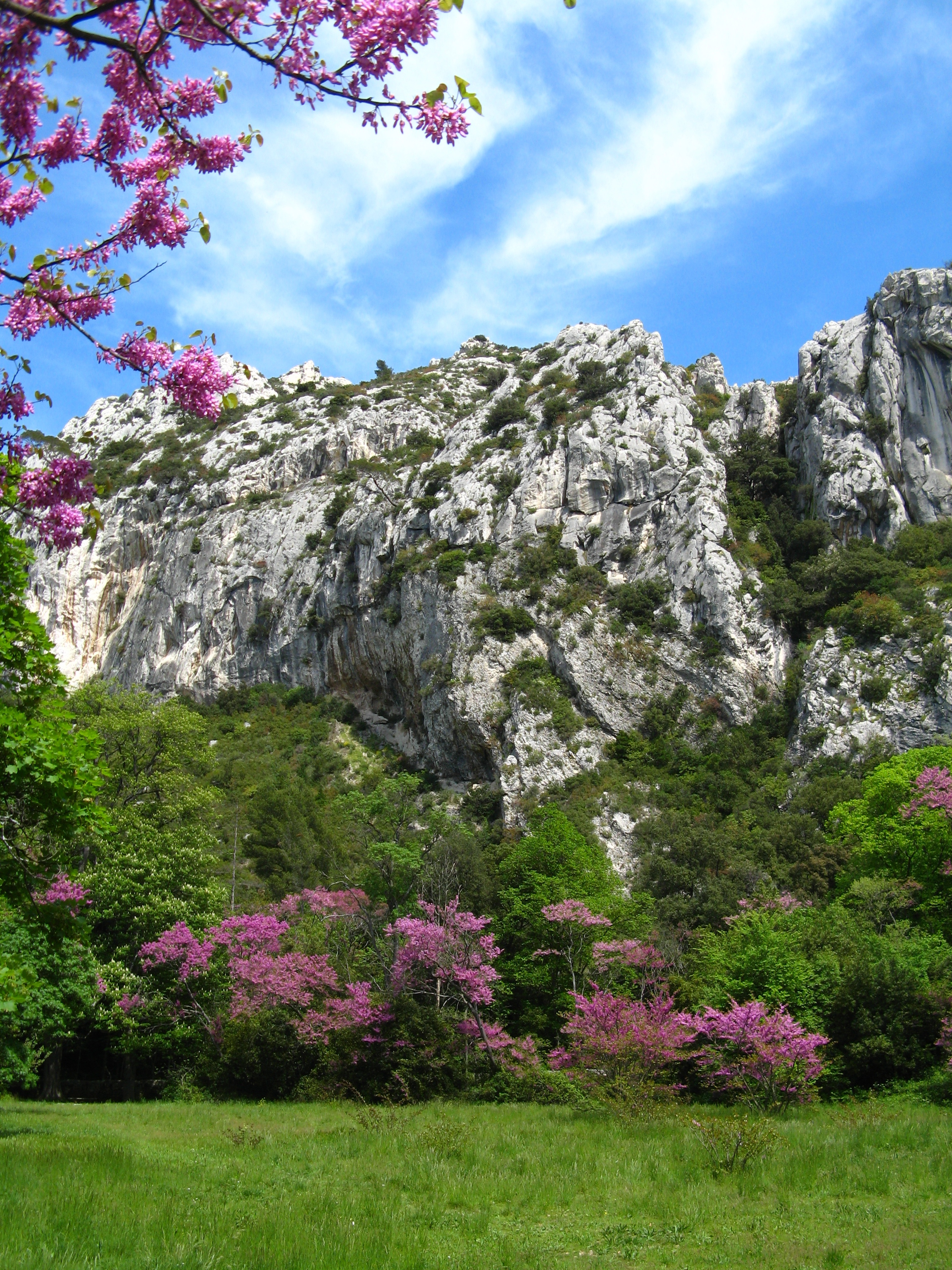
Parc de Saint-Pons.
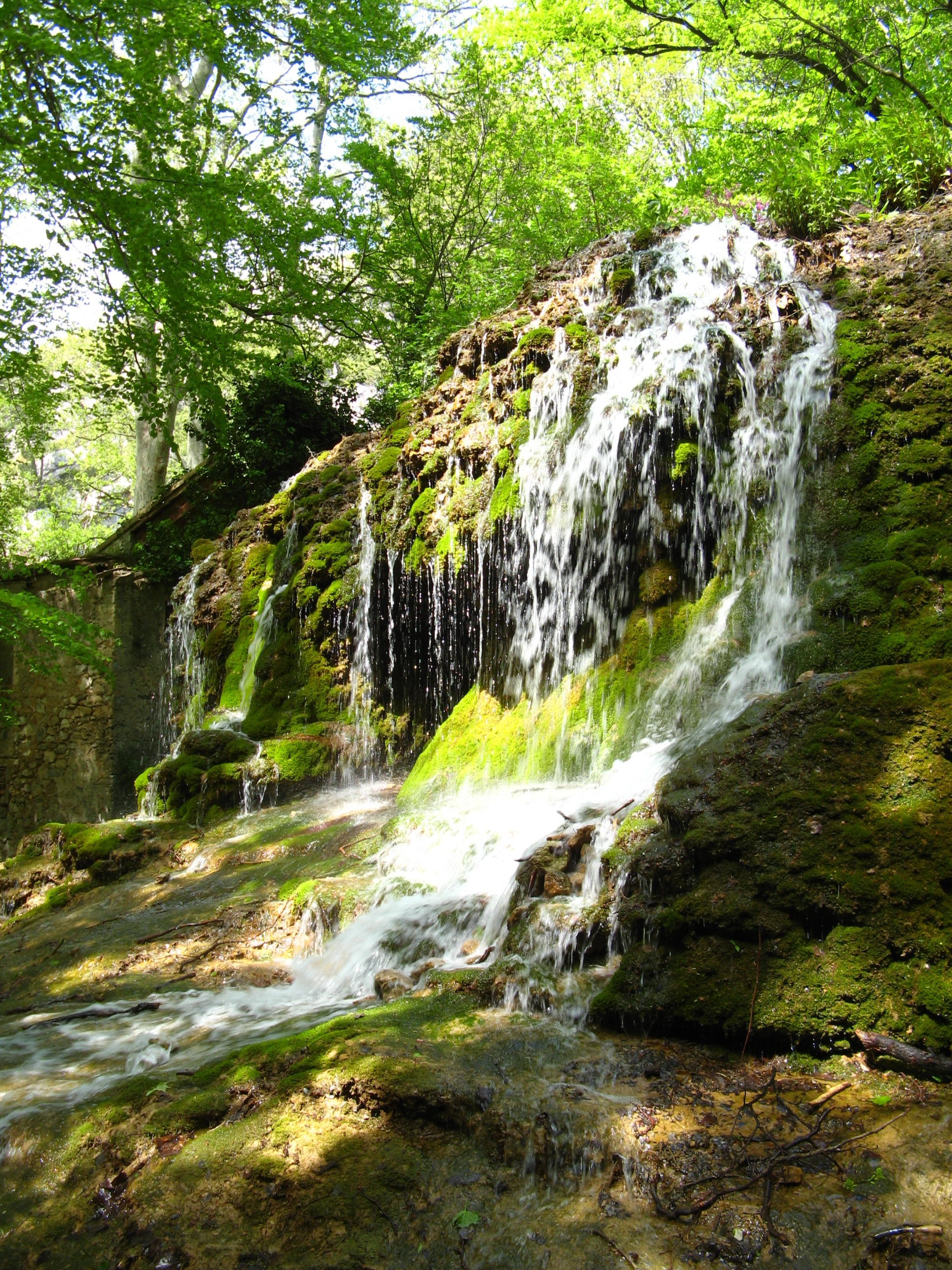
Parc de Saint-Pons.

## Légendes sur le départ des moniales
Une légende court sur les origines de sa disparition : « C'est par la fureur divine que l'abbaye fut détruite un soir de Noël, car les nonnes eurent le malheur d'ouvrir la porte de leur couvent à une bande de jeunes gens venus inspirés par le démon s'y livrer à la fornication. À la suite de cette orgie, Dieu fit éclater un orage terrible qui détruisit le couvent, faisant périr les jeunes gens et les nonnes».
D'après le site départemental de Gemenos, la légende serait légèrement différente : "Dans le lit du Fauge prospère une algue rouge microscopique appelée "hildenbrandia rivularis", dont la présence ici relève du mystère. En effet, elle ne se développe ordinairement qu'en montagne, dans les torrents alpins, au contact d'une eau très pure. Aussi, du mystère à la légende, le pas a été allègrement franchi. On raconte qu'un groupe de chevaliers de retour de croisade, surpris à la tombée de la nuit par un gros orage, aurait fait halte au monastère de Saint-Pons pour demander asile. L’un des chevaliers entrant dans ces lieux et reconnaissant parmi les moniales Blanche de Simiane sa promise, insista fortement pour récupérer la jeune religieuse. Mais celle-ci, s’étant donnée à Dieu, fit le choix d’enjamber le pont de l’abbaye où le torrent s’engouffre en grondant. Depuis, le sang vermeil de cette vierge aurait tapissé le fond du ruisseau. Des siècles d’eau limpide et parfois tumultueuse n’ont pas réussi à l’effacer.." 